# Aleksandra Samusenko
 (avril 2022).
Si vous disposez d'ouvrages ou d'articles de référence ou si vous connaissez des sites web de qualité traitant du thème abordé ici, merci de compléter l'article en donnant les références utiles à sa vérifiabilité et en les liant à la section « Notes et références ».
Aleksandra Grigoryevna Samusenko (en russe : Александра Григорьевна Самусенко, en ukrainien : Олександра Григорівна Самусенко), née en 1922 à Tchita et morte le 3 mars 1945 en Zülzefitz, arrondissement de Regenwalde (de), est une militaire soviétique et agent de liaison pendant la Seconde Guerre mondiale.
Elle est la seule femme commandant d'un char T-34 dans la 1re armée de chars de la Garde.
Samusenko a reçu l'ordre de la Guerre patriotique (1re classe) et l'ordre de l'Étoile rouge pour sa bravoure à la bataille de Koursk.

## Source de la traduction
- (en) Cet article est partiellement ou en totalité issu de l’article de Wikipédia en anglais intitulé « Aleksandra Samusenko » (voir la liste des auteurs).